# Anabar (Fluss)
Der Anabar (russisch Анабар) ist ein etwa 380 km langer Fluss bzw. zusammen mit seinem auch Große Kuonamka (Большая Куонамка; Bolschaja Kuonamka) oder Große Kuonapka (Большая Куонапка; Bolschaja Kuonapka) genanntem Oberlauf rund 939 km langer Strom im Nordwesten der Republik Sacha und im Norden von Sibirien und Russland (Asien) und zugleich Zufluss der Laptewsee, einem Teil des Nordpolarmeers. Sein Oberlauf (Große Kuonamka bzw. Kuonapka) wird oft als linker Anabar-Quellfluss bezeichnet.

## Verlauf
Der Anabar entspringt als Große Kuonamka rund 325 km nördlich des nördlichen Polarkreises im Südteil des Anabarplateaus, dem Nordteil des Mittelsibirischen Berglands. Seine Quelle liegt auf etwa 700 m Höhe unweit östlich der Grenze der Region Krasnojarsk östlich des Hauptkamms eines in dieser Nachbarregion gelegenen und im Berg „Wysoki“ (⊙) bis 829 m hohen Plateaubereichs.
Zunächst fließt der Anabar (Große Kuonamka) überwiegend ostwärts in den Süd- und Ostteilen des Anabarplateaus durch kaum besiedelte Landschaften, allerdings passiert er zum Beispiel die sehr weit voneinander entfernten Ansiedlungen Soika Sergeja und – nach einem nordwärts gerichteten Flussabschnitt – Staraja. Danach wendet er sich nach Osten und erreicht etwa 480 km nördlich des nördlichen Polarkreises nach rund 559 Flusskilometern, was der Gesamtlänge der Großen Kuonamka entspricht, die auf etwa 16 m Höhe gelegene Einmündung der von Süden heran fließenden Kleinen Kuonamka (oft als rechter Quellfluss bezeichnet), die 457 km lang ist.
Von dieser Einmündung verläuft der nur noch Anabar genannte Strom, allmählich das Mittelsibirische Bergland verlassend, in seinem Mittellauf in Richtung Norden weiterhin durch fast unbewohnte Landschaften, jedoch tangiert er das an seinem Ostufer liegende Dorf Saskylach; etwa dort erreicht der Fluss das Nordsibirische Tiefland, dass er in seinem Unterlauf durchfließt. Viel weiter nördlich tangiert er zudem das etwas oberhalb der linksseitigen Charabyl-Mündung und auch am Anabar-Ostufer gelegene Dorf Jurjung-Chaja, wo künftig der Endpunkt der in Bau befindlichen Anabar-Fernstraße liegen wird.
Etwa 56 Flusskilometer unterhalb von Jurjung-Chaja mündet der Anabar – nach Einmünden der von Westen heran fließenden Suolema – auf 0 m Höhe in den Südteil seines Anabarbucht genannten Ästuars (Trichtermündung), um nach dessen Durchfließen in den Anabargolf, einem Golf der zum Nordpolarmeer gehörenden Laptewsee, zu fließen. Die Anabar-Mündung liegt zwischen jenen der Ströme Chatanga (Chatangagolf) im Westen und Olenjok (Olenjokgolf) im Osten.

## Einzugsgebiet und Nebenflüsse
Das Einzugsgebiet des Anabar, das fast ausschließlich in der Republik Sacha liegt, aber im Rahmen seines westlichen Nebenflusses Suolema Anteil am Nordostteil der Region Krasnojarsk hat, ist etwa 100.000 km² groß. Innerhalb dieses Gebiets gibt es Vorkommen an Diamanten.
Zu den Nebenflüssen des Anabar gehören flussabwärts betrachtet (bis zum Einfluss der Kleinen Kuonamka sind es jeweils Zuflüsse der Großen Kuonamka): Delinde, Chochoi, Djuken, Aryy-Mastaach, Nebaibyt, Kleine Kuonamka, Ebeljach, Majat, Udja, Doruocha, Konnies, Charabyl, Suolema und Uele, wobei die beiden zuletzt genannten Flüsse in die Anabarbucht münden.

## Klima, Hydrologie und Hydrographie
Die Anabar fließt durch Landschaften aus Frostschuttwüsten und Tundra mit Moosen und Flechten. Die Winter sind lang und extrem kalt, die Sommer kurz und kalt. Der Fluss ist etwa von Ende September bis Anfang Juni von Eis bedeckt. Wenn im Sommer der Permafrostboden antaut und Eis und Schnee schmelzen, entstehen oft starke Hochwasser, die der Fluss durch die Anabarbucht in den Golf treibt. Der mittlere jährliche Abfluss (MQ) liegt bei 498 m³/s.

## Geschichte
Ursprünglich besiedelten Ewenken das Einzugsgebiet des Anabar, und Wassili Sychev war 1643 der erste Russe, der an den Fluss kam.